# Banca Popolare di Crotone
La Banca Popolare di Crotone S.p.A. (nota anche con l'acronimo BPC) è stato un istituto di credito popolare italiano con sede a Crotone. Prima banca della Calabria, fu attiva in primo luogo nel circondario crotonese per oltre un secolo e, a metà degli anni '90, l'attività bancaria si estese fino a contare 44 filiali operanti nelle province calabresi di Cosenza, Catanzaro, Vibo Valentia e Reggio Calabria, oltre che in quelle siciliane di Messina e Catania.

## Storia
La banca venne fondata il 2 maggio 1886 come Società Anonima di Credito da un gruppo di cittadini (tra i quali figuravano anche Carlo Turano e Armando Lucifero) allo scopo di favorire lo sviluppo del commercio e delle imprese locali. Il 3 marzo 1888 l'istituto cambia ufficialmente denominazione in Banca Cooperativa di Credito in Crotone (società anonima cooperativa di credito) e successivamente Banca Popolare Cooperativa di Crotone, fino ad assumere il nome attuale.
Nel 1988, con 13 sportelli all'attivo, la banca arrivò a generare utili del valore di 4.000.000.000 di lire. Nel 1996 avvenne il passaggio da società cooperativa a società per azioni, entrando così a far parte del gruppo bancario Banca Popolare dell'Emilia-Romagna.
Nel 2008 avviene la fusione tra la Banca Popolare di Crotone e la Banca Popolare del Materano, confluendo nella Banca Popolare del Mezzogiorno.